# Walt Gorney
Walter J. Gorney conocido como Walt Gorney (n. Viena, Austria; 12 de abril de 1912 - f. Nueva York, Estados Unidos; 5 de marzo de 2004) fue un actor austriaco nacionalizado estadounidense. 
Fue conocido por su papel como el "loco" Ralph , el anciano borracho que advierte «¡¡¡Ustedes están todos condenados!!!» en la película de horror éxito de 1980 Friday the 13th. Retomó su papel en la secuela Friday the 13th Part 2 (1981), esta vez como una víctima más de Jason Voorhees. También fue el narrador del prólogo de Friday the 13th Part VII: The New Blood, con lo que se convirtió en el primer actor que ha interpretado dos papeles distintos dentro de la franquicia Viernes 13.
Gorney murió de causas naturales en la ciudad de Nueva York el 5 de marzo de 2004, a la edad de 91 años.

## Filmografía
- Friday the 13th Part VII: The New Blood - 1988
- Seize the Day - 1986
- Nothing Lasts Forever - 1984
- Easy Money - 1983
- Trading Places - 1983
- Endless Love - 1981
- Friday the 13th Part 2 - 1981
- Friday the 13th - 1980
- Nunzio - 1978
- The Day of the Animals - 1977
- King Kong - 1976 .... conductor del metro (no acreditado)
- Cops and Robbers - 1973
- Heavy Traffic - 1972

- Datos: Q944819